# Agência Brasil
La Agência Brasil es una agencia de noticias del gobierno brasileño responsable por la producción de las noticias. Parte de las noticias son transmitidas por el sistema Radiobrás, que comprende cuatro emisoras de radio: Radio Nacional AM, Radio Nacional FM, Radio Nacional de Río de Janeiro y Radio Nacional de Amazonia además de dos emisoras de televisión: TELE Nacional y TELE NBr.